# Cyathostemma
Cyathostemma é um género botânico pertencente à família Annonaceae.

## Espécies
- Cyathostemma acuminatum King
- Cyathostemma argenteum (Blume) J.Sinclair
- Cyathostemma excelsum (Hook.f. & Thomson) J.Sinclair
- Cyathostemma glabrum (Span.) Jessup ex Utteridge
- Cyathostemma hookeri King
- Cyathostemma longipes Craib
- Cyathostemma micranthum (A.DC.) J.Sinclair
- Cyathostemma nitidum Bakh.f.
- Cyathostemma siamense Utteridge
- Cyathostemma viridiflorum Griff.
- Cyathostemma wrayi King
- Cyathostemma yunnanensis Hu